# Безродные звери
«Безродные звери» (англ. Beasts of No Nation) — американский военный фильм режиссёра Кэри Фукунаги, вышедший на экраны в 2015 году. Сценарий основан на одноимённом романе Узодинмы Ивеала. Фильм был показан в основной конкурсной программе 72-го Венецианского кинофестиваля, где Абрахам Атта был награждён премией Марчелло Мастроянни.

## Сюжет
В одной из стран Западной Африки идёт гражданская война. Мальчик по имени Агу живёт в деревне в буферной зоне под охраной международных миротворцев вместе со своей семьёй. Но в стране происходит военный переворот, власть захватывает хунта. Мать мальчика, его сестра и младший брат эвакуировались в столицу, тогда как сам Агу со своим отцом, старшим братом и дедушкой остаются. Вскоре в деревню приходят силы хунты и убивают всех мужчин по подозрению в шпионаже, за исключением Агу, которому удаётся сбежать. Но затем он попадает в плен к повстанческому отряду под названием «Местные силы обороны», и они заставляют его воевать на их стороне под угрозой смерти.
Мальчик проходит обучение в лагере повстанцев, а также бывает на политических лекциях, где объясняются цели движения. Вскоре он и остальные дети-новобранцы проходят жестокий обряд посвящения, во время которого их избивают палками.
Затем отряд выдвигается в атаку, сжигая свой лагерь. Повстанцы нападают на колонну правительственных войск и берут в плен мужчину, который является гражданским. Командир отряда заставляет Агу разрубить ему голову мачете.
На этом ужасы войны не кончаются. Мальчика насилует сам командир, он видит, как умирают солдаты, становится свидетелем зверств уже со стороны повстанцев (людям кладут в рот гранаты и взрывают их). Во время одного из набегов он принимает встретившуюся ему женщину за свою мать.
Затем отряд вызывает к себе сам лидер движения. Он говорит командиру, что смещает его с поста и назначает на его место его помощника. После этого отряд едет в бордель, чтобы провести ночь с девушками. Но внезапно раздаётся выстрел, и помощника командира выносят умирающим. Одна из проституток говорит, что случайно застрелила его, а сам умирающий винит бывшего командира. Солдатам приходится уйти.
Продолжаются бои, в одном из которых гибнет другой ребёнок-солдат по прозвищу Ударник, с которым Агу пытался подружиться. Вскоре группировка сталкивается с нехваткой еды и патронов и поднимает бунт. Бойцы, в том числе Агу, дезертируют и сдаются миротворцам ООН. Мальчика отправляют в безопасную зону. После всего пережитого он сильно травмирован психически и не желает рассказывать о пережитом. Но всё-таки он восстанавливается и присоединяется к остальным ребятам, играющим в воде.

## В ролях
- Абрахам Атта — Агу
- Идрис Эльба — Командир
- Эммануэль Куэй — Ударник
- Ама Абебрезе — мать Агу
- Кобина Амиса-Сэм — отец Агу
- Курт Эгийяван — заместитель командующего
- Джуд Акувудике — верховный главнокомандующий

## Съёмки
Съёмки фильма проходили в восточной области Ганы, в том числе рядом с городом Кофоридуа.

## Восприятие
Фильм получил крайне высокие отзывы мировой кинопрессы. На сайте Rotten Tomatoes фильм имеет рейтинг 91 % на основе 108 рецензий со средней оценкой 8 из 10, общий консенсус: «режиссёр и сценарист Кэри Фукунага вместе с талантливым составом создали отрезвляющую, бескомпромиссную, но в то же время обнадёживающую картину о человеческих потерях в войне». На сайте Metacritic фильм получил оценку 79 из 100 на основе 30 рецензий.

## Награды и номинации
- 2015 — участие в конкурсной программе Венецианского кинофестиваля, где фильм был удостоен двух призов: премия имени Марчелло Мастроянни (Абрахам Атта) и премия CICT-UNESCO Enrico Fulchignoni Award (Кэри Фукунага).
- 2015 — участие в конкурсной программе Лондонского кинофестиваля.
- 2015 — две премии Национального совета кинокритиков США за свободу самовыражения и за актёрский прорыв (Абрахам Атта).
- 2016 — номинация на премию «Золотой глобус» за лучшую мужскую роль второго плана (Идрис Эльба)[5].
- 2016 — номинация на премию BAFTA за лучшую мужскую роль второго плана (Идрис Эльба).
- 2016 — премия Гильдии киноактёров США за лучшую мужскую роль второго плана (Идрис Эльба), а также номинация в категории «лучший актёрский состав» (Абрахам Атта, Курт Эгийяван, Идрис Эльба).
- 2016 — две премии «Независимый дух» за лучшую мужскую роль (Абрахам Атта) и лучшую мужскую роль второго плана (Идрис Эльба), а также три номинации: лучший фильм, лучший режиссёр (Кэри Фукунага), лучшая операторская работа (Кэри Фукунага).
- 2016 — премия Гильдии художников по костюмам за лучшие костюмы в фильме о современности (Дженни Иган).
- 2016 — номинация на премию Critics' Choice Movie Awards лучшему молодому актёру или актрисе (Абрахам Атта).
- 2016 — номинация на премию «Империя» за лучший актёрский дебют (Абрахам Атта)[6][7].
- 2016 — номинация на премию Лондонского кружка кинокритиков лучшему британскому или ирландскому актёру года (Идрис Эльба).
- 2016 — номинация на премию «Молодой актёр» за лучшую главную роль в возрастной категории 14-21 лет (Абрахам Атта).